# Ère Juei
L'ère Juei (寿永) est une des ères du Japon (年号, nengō, lit. « nom de l'année ») après l'ère Yōwa et avant l'ère Genryaku. Cette ère couvre la période allant du mois de mai 1182 au mois de mars 1184. Les empereurs régnants sont Antoku-tennō (安徳天皇) et Go-Toba-tennō (後鳥羽天皇).

## Changement d'ère
- 1182 Juei gannen (寿永元年?) : Le nom de la nouvelle ère est créé pour marquer un événement ou une série d'événements. L'ère précédente se termine là où commence la nouvelle, en  Yōwa 2, le 27e jour du 5e mois de 1182[3].

## Événements de l'èreJuei
- 1182 (Juei 1) : Tout le pays souffre de famine[4].
- 1183 (Juei 2, 25e jour du 7e mois) : Les Heike s'enfuient de la capitale avec l'empereur Antoku et les trois trésors sacrés[5]
- 1183 (Juei 2, 20e jour du 8e mois) : Durant la troisième année du règne de Antoku-tennō (安徳天皇25年), l'empereur fuit la capitale plutôt que de céder aux pressions en vue de le destituer. En l'absence d'Antoku, l'ancien empereur cloîtré Go-Shirakawa élève son jeune frère par décret et le jeune enfant reçoit les rites d'acceptation de l’abdication (juzen)[6]. La faction anti Taira fait en sorte que la  succession (senso) soit reçue et peu après, l'empereur Go-Toba est déclaré avoir accédé au trône (sokui)[7].
- 1183 (Juei 2, 20e jour du 8e mois) : L'empereur Go-Toba accède au trône sans l'habituel rite impérial[5].
- 1183 (Juei 2, 20e jour du 8e mois) : Go-Toba est proclamé empereur par les Genji et conséquemment il y a deux empereurs proclamés, l'un vivant à Heian-kyō et l'autre en fuite vers le sud[8].
- 1184 (Juei 3, 2e mois) : L'empereur cloîtré Go-Shirakawa ordonne que soit envoyée aux Heike une lettre exigeant la restauration ou le retour des joyaux impériaux[5].

| Juei      | 1er  | 2e   | 3e   |
| Grégorien | 1182 | 1183 | 1184 |